# Morena terminale

La morena terminale di Salpausselkä nella Finlandia meridionale.

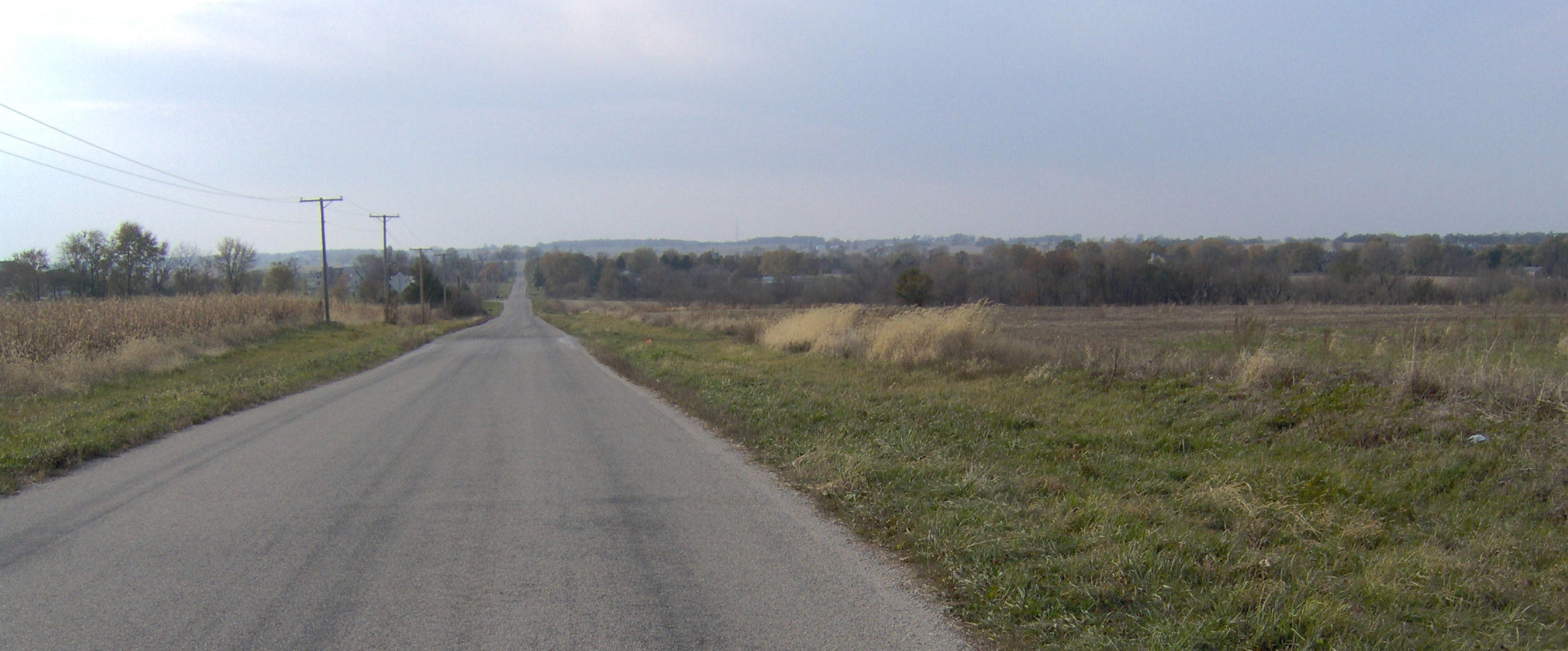
La morena terminale di Marseilles situata a sud-ovest di Chicago.

Una morena terminale, anche detta morena finale, è una morena che si forma alla fine del ghiacciaio chiamata fronte (snout) e segna il massimo avanzamento del ghiacciaio.

## Descrizione

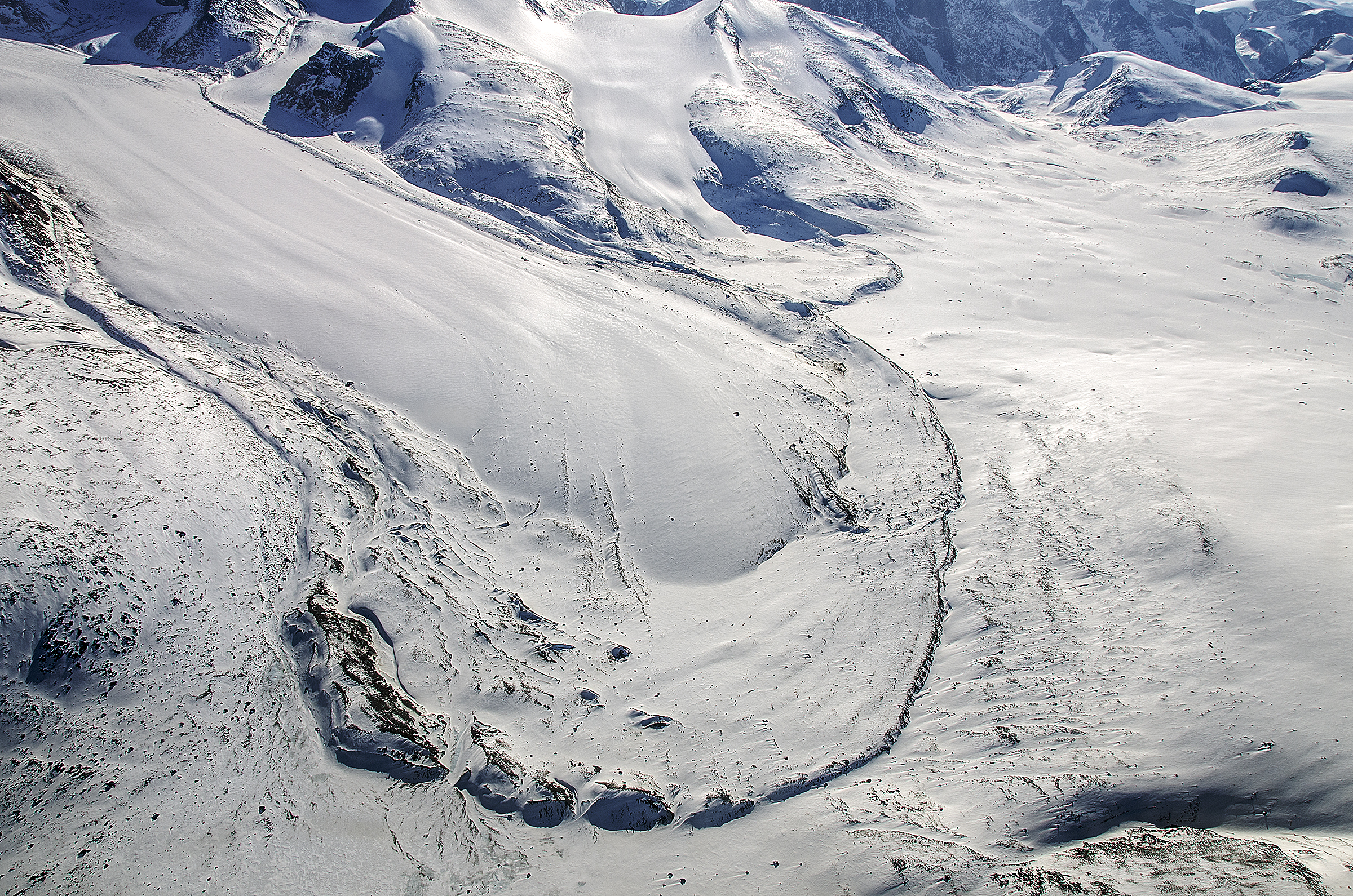
Morena terminale di Capo Penny Ice

Questo tipo di morena è quello che più abbonda nell'Artico. Una famosa morena terminale è il Muro del Gigante in Norvegia che, secondo la legenda, venne costruita da giganti per tenere gli intrusi lontani dal loro regno. È noto che le morene terminali sono create al margine della più grande estensione del ghiacciaio. A questo punto, i detriti che si sono accumulati a causa dei processi di escavazione ed abrasione, spinti dal bordo anteriore del ghiacciaio non vengono portati oltre, ma invece sono scaricati e ammassati. Poiché il ghiacciaio agisce in modo molto simile a un nastro trasportatore, più a lungo rimane in un posto, più grande è la quantità di materiale che sarà depositato. La morena segna il punto dell'estensione terminale del ghiacciaio.
In Nord America, le Outer Lands è un nome dato all'arcipelago della morena terminale degli Stati Uniti nord-orientali (Cape Cod, Martha's Vineyard, Nantucket, Block Island e Long Island). Altri notevoli esempi sono la Tinley Moraine e la Valparaiso Moraine, forse i migliori esempi di morene terminali nel Nord America. Queste morene sono più chiaramente visibili a sud-ovest di Chicago.
In Europa, di fatto tutto il territorio dei Paesi Bassi centrale è costituito da una estesa morena terminale. Se ne possono vedere nelle Alpi svizzere, una delle quali è la sorprendente morena situata nel fondovalle del ghiacciaio Forno nel cantone sud-orientale dei Grigioni nei pressi di Sankt Moritz e la frontiera italiana.